# Jaber Saeed Salem
Jaber Saeed Salem (* 3. Januar 1975 in Bulgarien), geboren als Jani Martschokow (bulgarisch Яни Марчоков), ist ein ehemaliger bulgarisch-katarischer Gewichtheber.

## Sportliche Karriere
Salems erster internationaler Wettkampf waren die Junioreneuropameisterschaften 1995 in Beʾer Scheva. Im Alter von 20 Jahren startete Salem hier noch unter seinem Geburtsnamen Jani Martschokow für Bulgarien in der Klasse bis 108 kg und erzielte 360,0 kg (160,0/200,0 kg), was den dritten Platz bedeutete. Im selben Jahr trat er bei der Junioren-WM in Warschau an, wo er 355,0 kg (165,0/190,0 kg) hob und erneut Bronze gewann.
1999 konnte der katarische Verband mehrere bulgarische Gewichtheber für sich gewinnen. Unter ihnen war auch Martschokow, der nun den Namen Jaber Saeed Salem annahm. Seinen ersten Start für Katar hatte Salem noch im selben Jahr auf den Weltmeisterschaften in Athen. Hier hob er erstmals im Superschwergewicht über 105 kg und konnte sich mit 455,0 kg (205,0/250,0 kg) hinter Andrei Tschemerkin mit 457,5 kg und vor Hossein Rezazadeh mit 447,5 kg platzieren.
Mit seiner Leistung aus dem Vorjahr war Salem einer der Favoriten bei den Olympischen Spielen 2000 in Sydney. Er steigerte seine Leistung auf 460,0 kg (205,0/255,0 kg), was aufgrund der starken Konkurrenz jedoch nur für den vierten Platz ausreichte. Sieger wurde Rezazadeh mit 472,5 kg vor Ronny Weller mit 467,5 kg und Tschemerkin mit 462,5 kg.
Auf der Weltmeisterschaft 2001 in Antalya konnte Salem mit 460,0 kg (210,0/250,0 kg) alle drei Goldmedaillen gewinnen. In seinem letzten Versuch scheiterte er an 263,0 kg, die einen neuen Weltrekord im Stoßen bedeutet hätten. 2003 konnte er mit 210,0 kg erneut den Weltmeistertitel im Reißen gewinnen, trat jedoch danach nicht mehr zum Stoßen an.
Salem war zwar für die Olympischen Spiele 2004 gemeldet, trat jedoch ungeklärter Weise nicht an.
2005 platzierte sich Salem auf der WM mit 446,0 kg (201,0/245,0 kg) hinter Rezazedeh mit 461,0 kg und Jewgeni Tschigischew, der 457,0 kg hob. Seine letzte Weltmeisterschaft bestritt Salem 2007 in Chiang Mai, wo er mit 435,0 kg (195,0/240,0 kg) im Zweikampf ein weiteres Mal Bronze gewann. Sieger wurde Viktors Ščerbatihs mit 442,0 kg, vor Tschigischew mit 441,0 kg.

## Persönliche Bestleistungen
- Reißen: 210,0 kg in der Klasse über 105 kg bei den Weltmeisterschaften 2001 in Antalya
- Stoßen: 255,0 kg in der Klasse über 105 kg bei den Olympischen Spielen 2000 in Sydney
- Zweikampf: 460,0 kg (205,0/255,0 kg) in der Klasse über 105 kg bei den Olympischen Spielen 2000 in Sydney